# سیولتیوپ
سیولتیوپ (انگلیسی: Syultyup) یک شهرک در شهرستان کوشنارنکوفسکی جمهوری باشقیرستان در کشور روسیه است.